# Ponte de corda de Carrick-a-rede

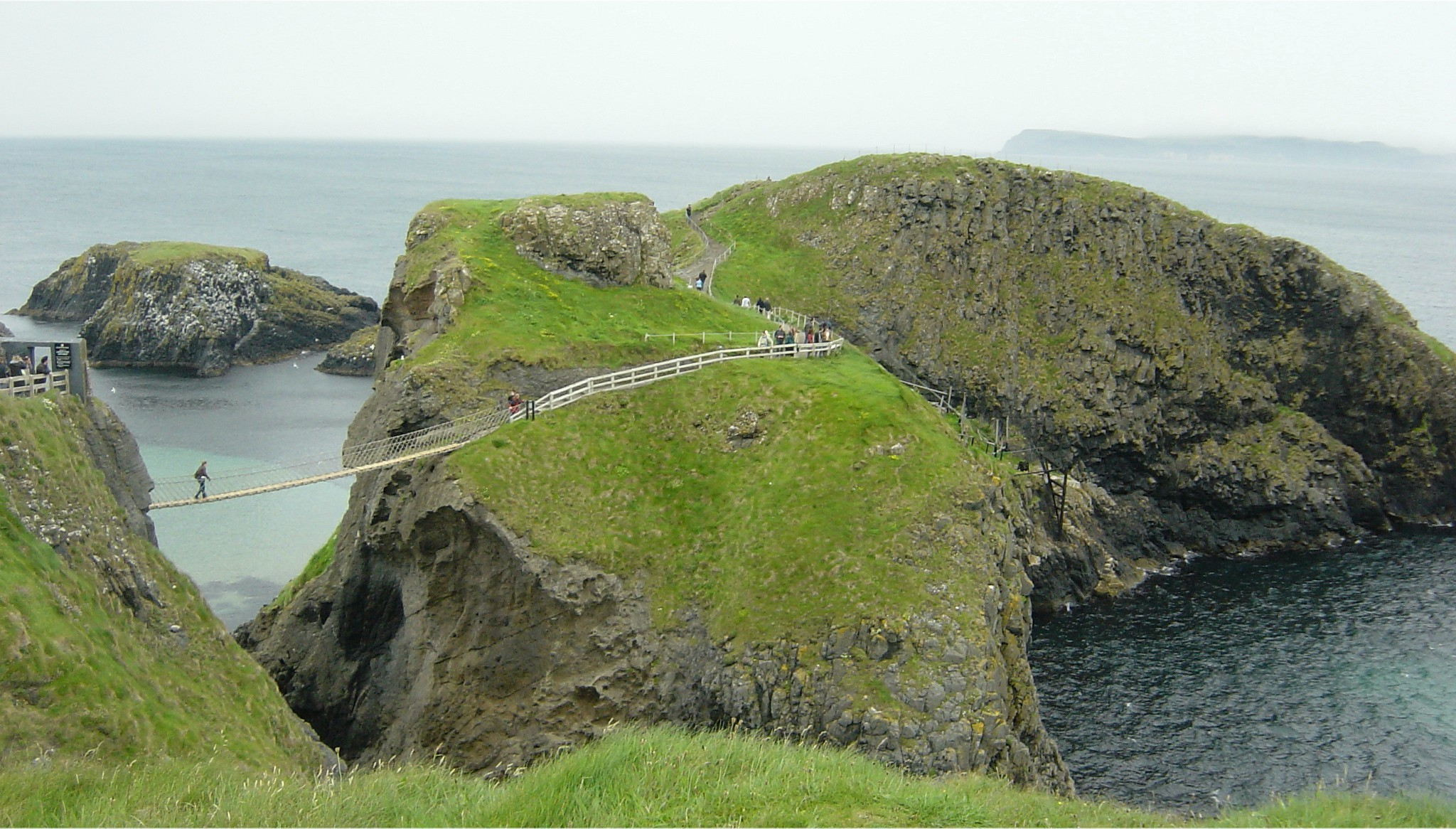
Imagem geral da ponte.

A ponte de cordas de Carrick-a-rede (em inglês: Carrick-a-rede rope bridge) é uma ponte suspensa de cordas situada perto de Ballintoy, condado de Antrim, Irlanda do Norte.
É uma ponte com 20 metros de comprimento situada a 30 metros sobre o mar e une uma pequena ilha chamada Carrick-a-Rede, onde existe um pesqueiro de salmão, com a costa da Irlanda.
É uma grande atração turística da Irlanda do Norte, com dezenas de milhares de visitantes anuais.

## Galeria

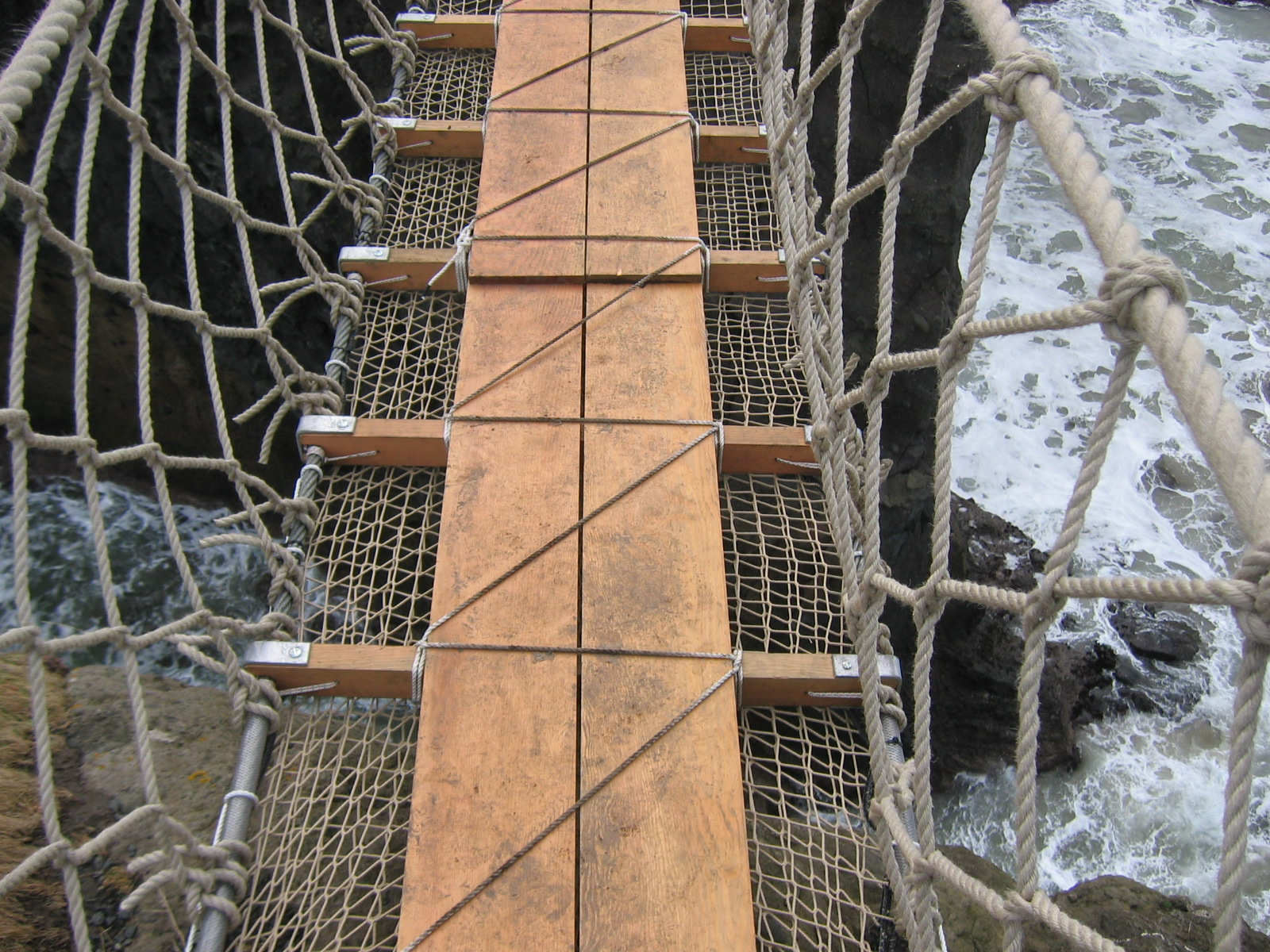
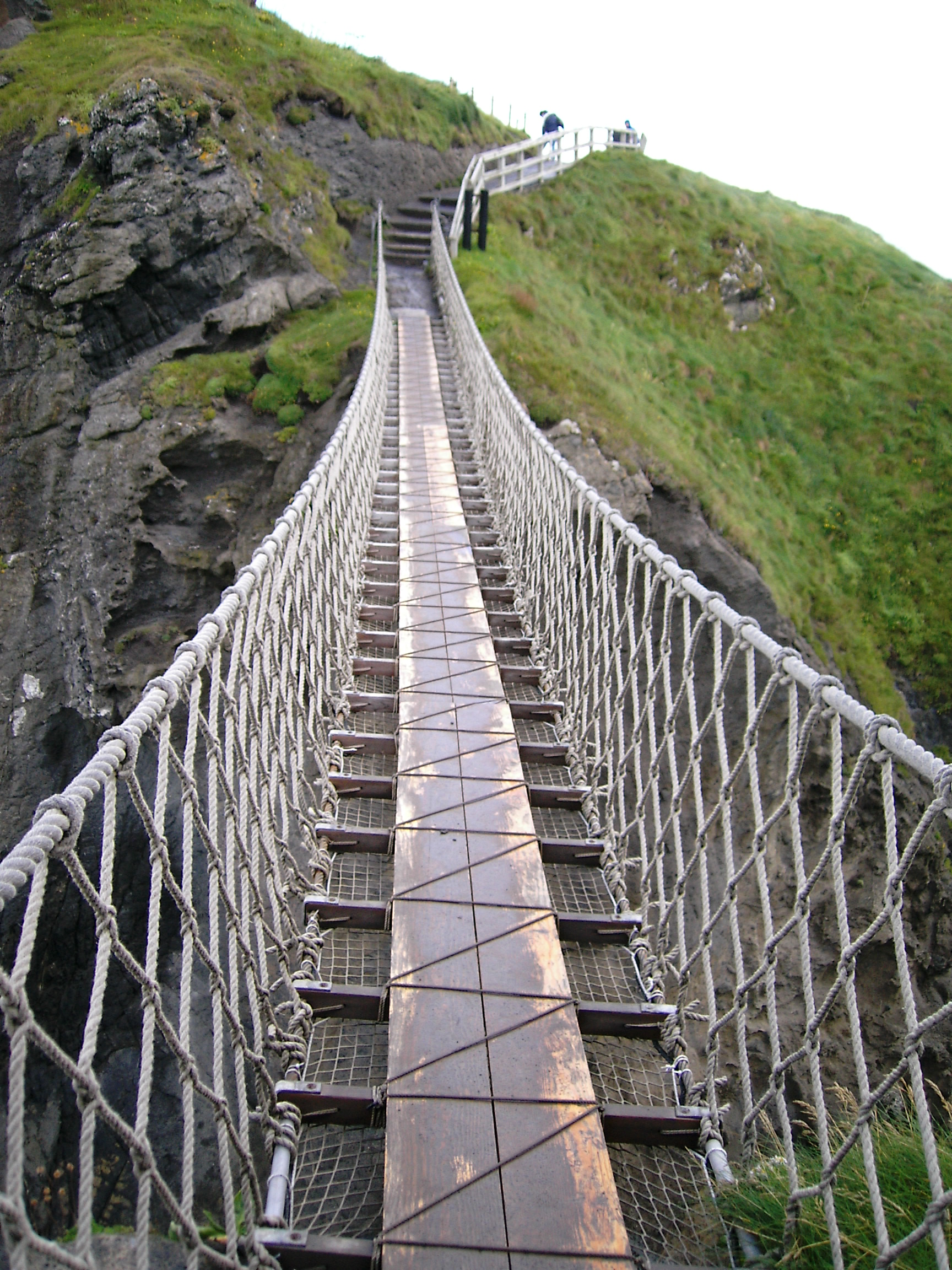
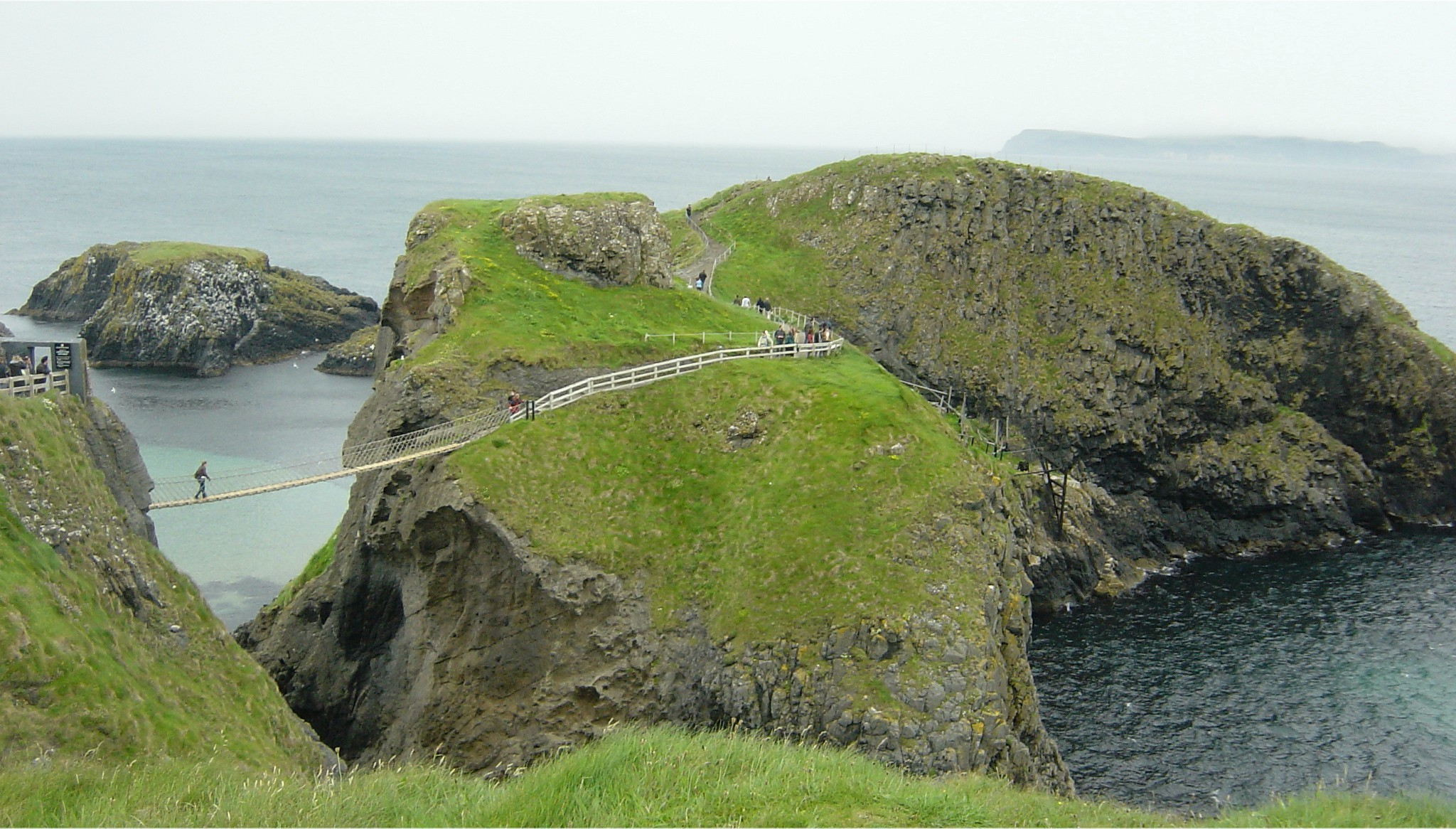
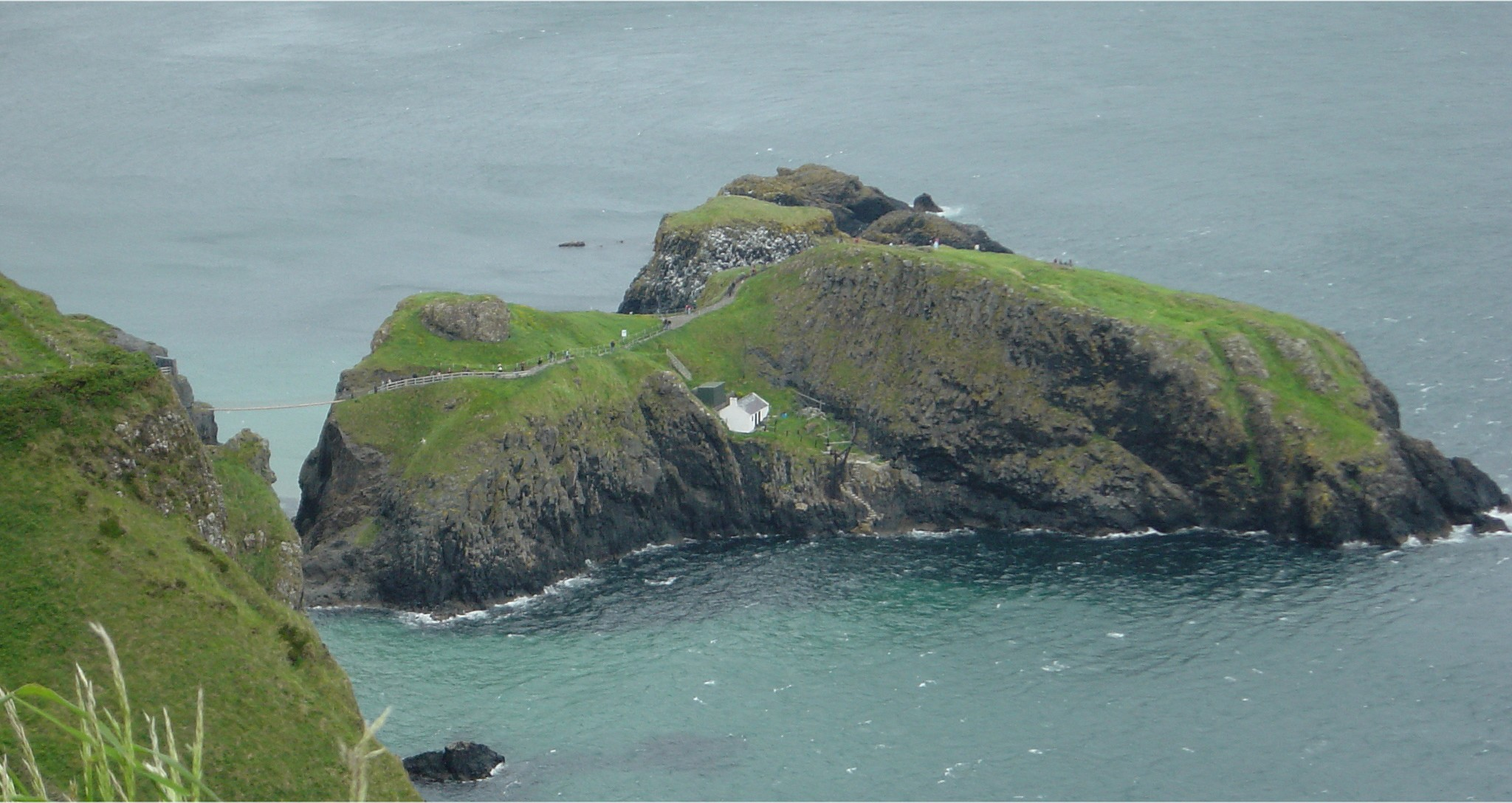
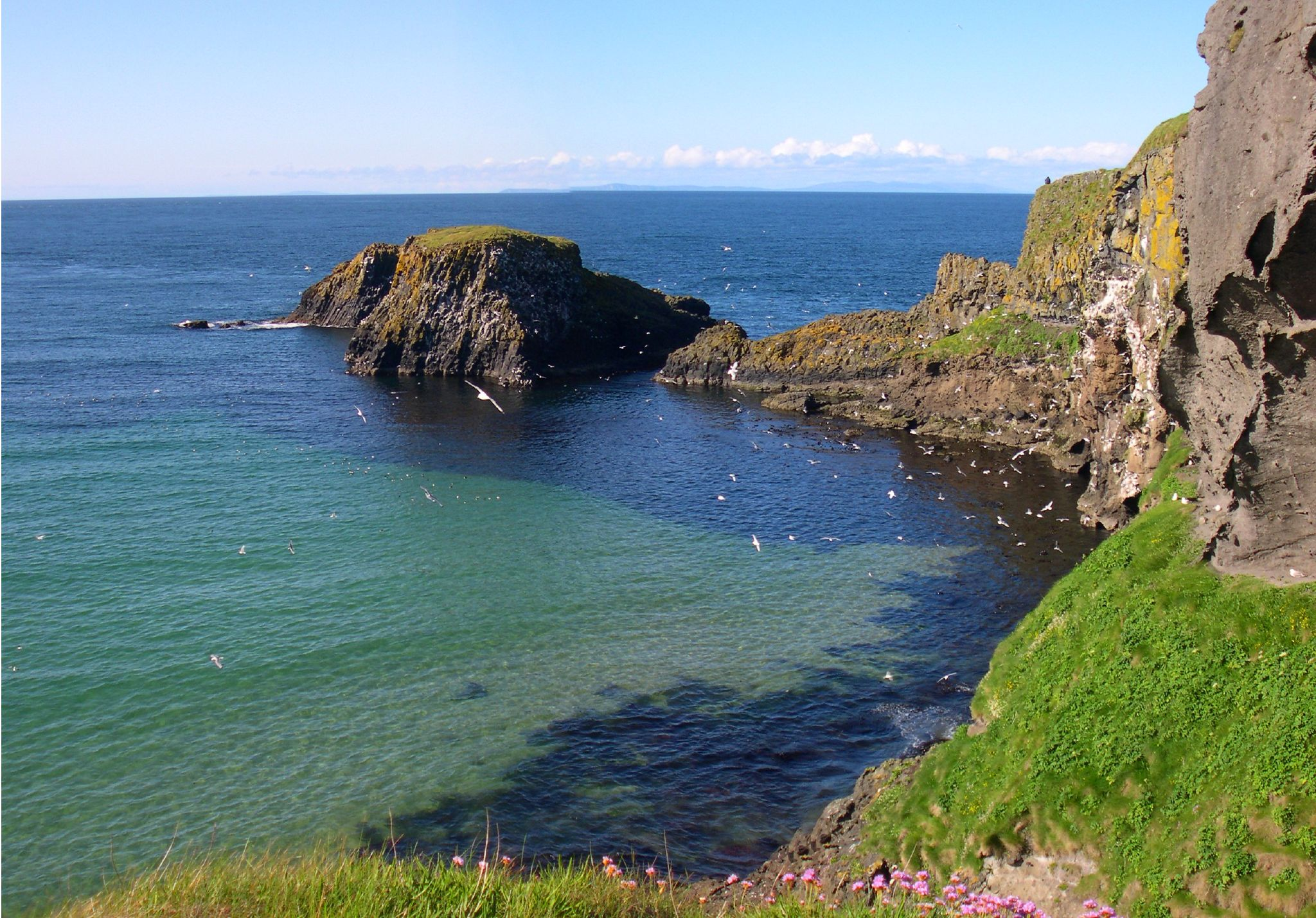
Aves em Carrick-a-Rede